# Brottsplats: Frankfurt
Brottsplats: Frankfurt, två kriminalavsnitt som sändes i TV2 hösten 2007. Avsnitten ingår i den tyska långköraren Tatort.

## Del 1: Tatort: Herzversagen (episod 575)
- Regissör: Thomas Freundner
- Handling: En gammal kvinna hittas död i sin lägenhet. Först anges dödsorsaken som naturligt hjärtstillestånd. Men fler ensamma gamla kvinnor hittas döda och det står klart att de har mördats för sina pengars skull.

## Del 2:Tatort: Wo ist Max Gravert? (episod 595)
- Regissör: Lars Kraume
- Handling: En försäkringsläkare hittas mördad. Det visar sig att han begått försäkringsbedrägerier och dödssjuka klienter har drabbats. Är det någon av dem som hämnats?

## Roller (urval)
- Andrea Sawatzki - Kriminalkommissarie Charlotte Sänger
- Jörg Schüttauf - Kriminalkommissarie Fritz Dellwo
- Oliver Bootz - Kruschke
- Thomas Balou Martin - Statsåklagare Scheer